# Knapp Oszkár
Knapp Oszkár (Budapest, 1892. január 9. – Budapest, 1970. november 14.) vegyészmérnök, a műszaki tudományok doktora (1958).

## Élete
Knapp Móric kereskedő és Baron Jeanette (1867–1946) fia. Miután 1913-ban megszerezte vegyészmérnöki diplomáját a Műegyetemen, a kőolajiparban kezdett dolgozni. 1923 és 1948 között az Egyesült Izzólámpa és Villamossági Rt. konstruktőre, majd a kísérleti laboratórium vezetője volt. 1952 és 1954 között a Híradástechnikai Kutató Intézetben működött tudományos kutatóként. Az 1950-es években rendszeresen tartott előadásokat a Mérnöki Továbbképző Intézetben, illetve Európa több országában. Munkássága jelentős mértékben járult hozzá az ipari üveg fizikai-kémiai természetének megismeréséhez. Több külföldi szaktársaság tagjául választotta, többek között a német Glastechnische Gesellschaft és a brit Society of Glass Technology. Mintegy háromszáz üvegiparral kapcsolatos közleménye jelent meg.
Felesége László Lídia Erzsébet volt, akit 1919-ben Cegléden vett nőül.
Temetése az újpesti Megyeri temetőben volt.

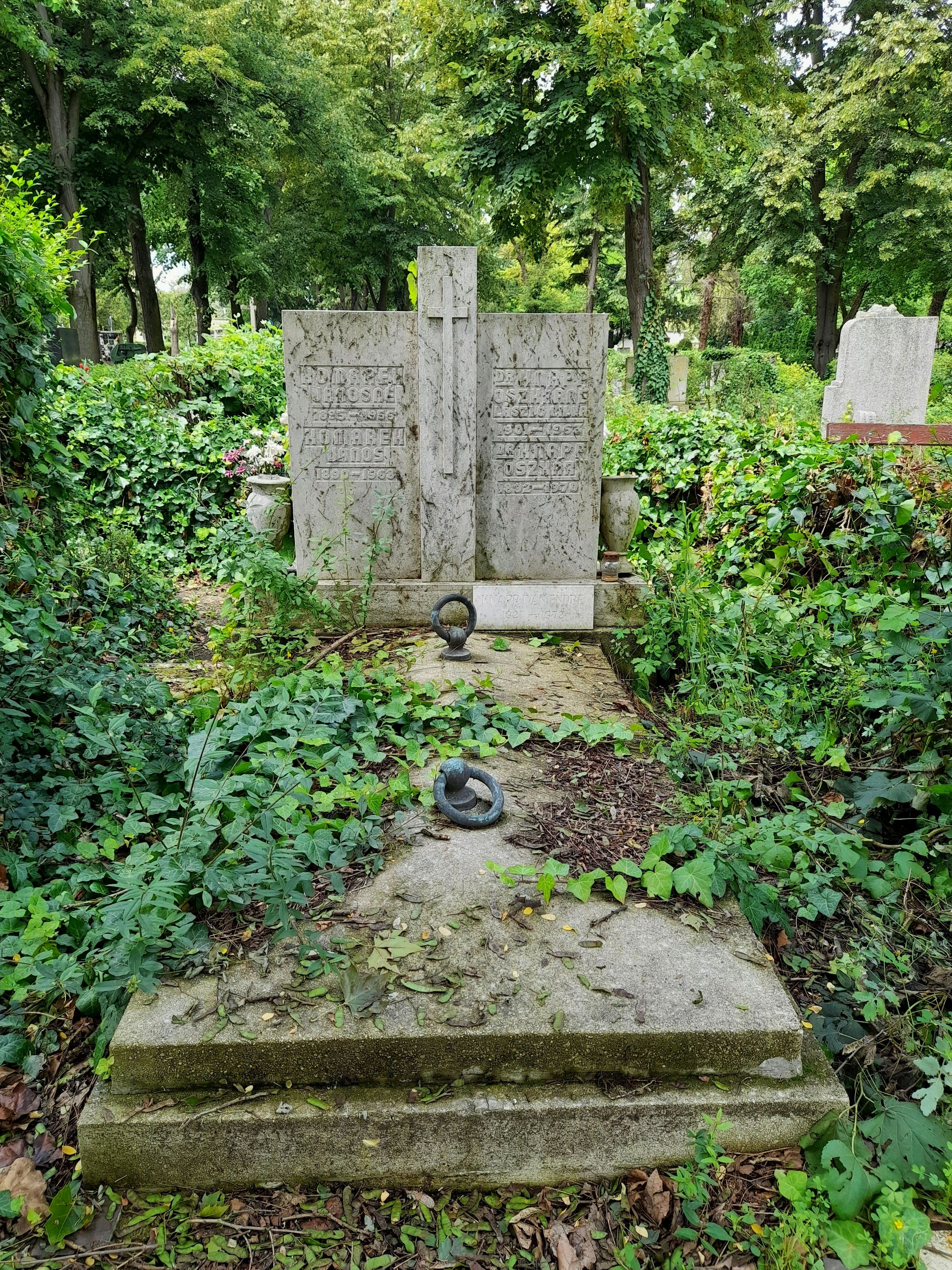
Sírja a Megyeri temetőben (20. parcella)

## Főbb művei
- A kenőanyagok (Budapest, 1923)
- A fémszínezés kézikönyve (Budapest, 1925)
- Az üveg szerkezete az oldatok törvényei alapján (Esztergom, 1927)
- Az üveg (Budapest, 1940)
- Az iparban használatos fémes anyagok (Budapest, 1950)
- Az iparban használatos nemfémes anyagok (Budapest, 1950)
- Általános műszaki segédkönyv (Budapest, 1950-1957)
- Amit az üvegről tudnunk kell (Budapest, 1951)
- Az üvegek számított fizikai és kémiai tulajdonságai (Budapest, 1952)
- Porcelán (Budapest, 1954)
- Architektur und Bauglas in Vergangenheit und Gegenwart (Halle, 1958)
- Építészet és üveg (Budapest, 1960)
- Üveges testek fizikája (Budapest, 1961)
- Építészet és építőkerámia (Budapest, 1961)
- Az öblösüveg gyártás ellenőrzése (Budapest, 1963)
- Die Beleuchtungsgläser (Budapest, 1963)
- Aktuelle Glas Fragen (Coburg, 1964)
- Üvegipari kézikönyv (Szerk. Korányi Györggyel, Debrecen, 1964)
- Szilikátüvegek kristályosodása (Budapest, 1964)
- Vákuumtechnikai üvegek (Budapest, 1965)
- Devitrification of silicate glasses (Budapest, 1965)
- Glasfasern (Budapest, 1966)
- Építészet és kerámia (Bretz Gyulával, Budapest, 1968)
- Glaskeramiken und Schmelzsteine (Dresden, 1972)